# Sankar Chatterjee
Sankar Chatterjee (ur. 23 maja 1943 w Kalkucie) – amerykański paleontolog, profesor nauk o Ziemi w Texas Tech University oraz kustosz w Museum of Texas Tech University. 

## Życiorys
W 1970 uzyskał tytuł Doctor of Philosophy w University of Calcutta, w latach 1977–78 był Postdoctoral Fellow w Smithsonian Institution.
Zajmuje się w szczególności ewolucją, anatomią funkcjonalną i systematyką mezozoicznych kręgowców, w tym bazalnych archozaurów, pterozaurów, dinozaurów i ptaków. Badał późnotriasowe gady z terenów współczesnych Indii, takie jak fitozaury, rynchozaury i protorozaury. Najbardziej znany jest z odkrycia dużego rauizucha Postosuchus oraz sformułowania kontrowersyjnych teorii, wedle których rauizuchy są dalekimi przodkami tyranozaurów, a żyjący w triasie Protoavis jest najwcześniejszym znanym ptakiem – wydłużyłoby to okres istnienia ptaków o co najmniej 75 mln lat.

## Taksony ustanowione przez Chatterjee
| Nazwa              | Rok    | Status                 | Współautorzy                                          | Uwagi                                                                    | Grafiki |
| ------------------ | ------ | ---------------------- | ----------------------------------------------------- | ------------------------------------------------------------------------ | ------- |
| - Alwalkeria       | - 1994 | Ważny                  | - Ben Creisler                                        |                                                                          |         |
| - Barapasaurus     | - 1975 | Ważny                  | - S. L. Jain - T. S. Kutty - T.K. Roy-Chowdhury       |                                                                          |         |
| - Jaklapallisaurus | - 2010 | Ważny                  | - Fernando E. Novas - Martín D. Ezcurra - T. S. Kutty |                                                                          |         |
| - Lamplughsaura    | - 2007 | Ważny                  | - T. S. Kutty - Peter Galton - Paul Upchurch          |                                                                          |         |
| - Malerisaurus     | - 1980 | Ważny                  |                                                       |                                                                          |         |
| - Nambalia         | - 2010 | Ważny                  | - Fernando E. Novas - Martín D. Ezcurra - T. S. Kutty |                                                                          |         |
| - Postosuchus      | - 1985 | Ważny                  |                                                       |                                                                          |         |
| - Pradhania        | - 2007 | Ważny                  | - T. S. Kutty - P. Galton - P. Upchurch               |                                                                          |         |
| - Protoavis        | - 1991 | Prawdopodobnie chimera |                                                       | Przez większość badaczy uznawany za chimerę.                             |         |
| - Shuvosaurus      | - 1984 | Ważny                  |                                                       |                                                                          |         |
| - Technosaurus     | - 1995 | Ważny                  |                                                       |                                                                          |         |
| - Tikisuchus       | - 1987 | Ważny                  | - P.K. Majumdar                                       |                                                                          |         |
| - Walkeria         | - 1987 | Nazwa zajęta           |                                                       | Nazwa zajęta przez mszywioła. Rodzaj przemianowany na Alwalkeria w 1994. |         |